# Laura non c'è
Laura non c'è è un singolo del cantautore italiano Nek, pubblicato nel febbraio 1997 come secondo estratto dal quarto album in studio Lei, gli amici e tutto il resto.

## Descrizione
Il brano è stato scritto da Nek, Massimo Varini e Antonello De Sanctis, con gli arrangiamenti di Nek, Massimo Varini e David Sabiu, la produzione artistica dell'album è stata curata da Massimo Varini mentre la produzione esecutiva è stata curata da Rolando D'Angeli per Don't Worry Records; distribuzione WEA Italiana (all'epoca facente parte del gruppo Warner Music Italy). È stato presentato al Festival di Sanremo 1997, dove si è classificato 7º.

### Versioni
Esistono molteplici versioni del brano: oltre all'originale, Nek ha registrato in spagnolo Laura no está, in inglese Laura Is Away e, più recentemente, in italo-francese, Laura, in cui duetta con Cérena. Laura no está è stata reinterpretata in stile bachata dal cantante e musicista dominicano Fernando Villalona. Numerosi artisti hanno inoltre reinterpretato il brano nella propria lingua. Una versione in lingua tedesca intitolata Laura ist fort è cantata da Oliver Lukas, una in greco (Skepsou Kala) da Nektarios Sfyrakis e una in olandese (Voor altijd) da Wim Soutaer.

## Successo commerciale
Il brano è arrivato in prima posizione in Italia, in seconda in Svizzera, in terza in Austria, in settima in Vallonia in Belgio e in decima in Germania.
Nel 2020 partecipa al concorso radiofonico I Love My Radio, a cui hanno preso parte in totale 45 canzoni.

## Video musicale
Il videoclip si apre e si chiude con un albero di lampadine che scoprono il cantante. Appaiono due ragazze, che sostituiscono Laura. La prima, con la quale Nek è sdraiato su un divano rosso, è colei con la quale il protagonista intrattiene mediocri relazioni carnali; la seconda, più dolce e comprensiva, con la quale egli è seduto vicino a un tavolo di cristallo con tre soprammobili, porta una ciotola di ciliegie, che il cantante rovescia in uno scatto d'ira, mentre si rende conto che probabilmente Laura ha un altro amante "... Lei si muove dentro un altro abbraccio Su di un corpo che non è più il mio E io così non ce la faccio...". A queste due ragazze fa riferimento il verso che dice: "solo è strano che, al suo posto, ci sei te". Verso la fine appare Laura, con cui Nek gioca a scacchi: i due sono, per così dire, impegnati in una sorta di combattimento, alla fine del quale solo uno di loro uscirà vincitore.

## Il film omonimo
Nell'aprile 1998 esce nelle sale cinematografiche il film Laura non c'è, con protagonista Gigliola Aragozzini, figlia di Adriano, organizzatore del Festival di Sanremo dal 1989 al 1993, di cui Nek scrive la colonna sonora e in cui appare nel finale nel ruolo di un disegnatore di fumetti.

## Tracce
Edizione regolare
1. Laura non c'è – 3:58
2. Sei grande – 4:00

CD-Maxi
1. Laura non c'è (extended vocal version) – 5:12
2. Laura non c'è (radio vocal version) – 3:58
3. Laura non c'è (extended instrumental mix) – 5:12
4. Sei grande – 4:00

Remix
1. Laura non c'è (Album Version) – 3:46
2. Laura non c'è (Radio Vocal Version) – 3:58
3. Laura non c'è (Extended Vocal Mix) – 5:12
4. Tu sei, tu sai (Album Version) – 4:21

## Classifiche
| Classifica (1997-98) | Posizione massima |
| -------------------- | ----------------- |
| Austria              | 3                 |
| Belgio (Fiandre)     | 34                |
| Belgio (Vallonia)    | 7                 |
| Costa Rica           | 3                 |
| Francia              | 11                |
| Germania             | 10                |
| Guatemala            | 2                 |
| Honduras             | 5                 |
| Italia               | 1                 |
| Nicaragua            | 1                 |
| Paesi Bassi          | 53                |
| Svizzera             | 2                 |
| Classifica (2005-06) | Posizione massima |
| Belgio (Vallonia)    | 52                |
| Francia              | 16                |
| Svizzera             | 21                |

### Classifiche di fine anno
| Classifica (1997) | Posizione |
| ----------------- | --------- |
| Italia            | 15        |
| Classifica (1998) | Posizione |
| Austria           | 33        |
| Europa            | 63        |
| Francia           | 81        |
| Germania          | 41        |
| Svizzera          | 25        |